# Phrurolithus camawhitae
Phrurolithus camawhitae är en spindelart som beskrevs av Willis J. Gertsch 1935. Phrurolithus camawhitae ingår i släktet Phrurolithus och familjen flinkspindlar. Inga underarter finns listade i Catalogue of Life.